# Рейд на Лимбанг
Рейд на Лимбанг — боевое столкновение 12 декабря 1962 года между британскими морскими пехотинцами и повстанцами Народной партии Брунея (НПБ/TNKU) в рамках Индонезийско-малайзийской конфронтации.

## Предыстория
9 декабря 1962 года, с началом восстания в Брунее, боевики Народной партии Брунея (НПБ) во главе с Салехом бин Самбасом захватили небольшой город Лимбанг в Сараваке. В полицейском участке они захватили несколько винтовок, пистолетов-пулеметов Sterling L2 и один пулемёт Bren. Это значительно повысило их огневую мощь, поскольку до нападения боевики были вооружены лишь дробовиками. Боевики взяли в заложники одного британца и его жену, а также ещё 12 другими местных жителей, и объявили о своем намерении повесить их 12 декабря.

## Бой
Задача освобождения заложников была возложена на Роту L 42-го полка коммандос под командованием капитана Джереми Мура, развернутого на борту военного корабля HMS Albion. Для доставки коммандос к цели были задействованы два грузовых лихтера. Мур планировал пройти на них вверх по реке Лимбанг, а затем непосредственно напасть на город, чтобы не дать повстанцам время казнить заложников.
Лихтеры подошли к Лимбангу на рассвете 12 декабря. Звук моторов разбудил повстанцев, и спецназовцы утратили эффект неожиданности. Как только коммандос подошли на берегу, они были встречены шквальным огнём из здания полицейского участка, где сам Самбас встал за пулемёт Вren. Палубы лихтеров обеспечили спецназовцам некоторую защиту, но два морских пехотинца были убиты ещё до высадки. Установленный на одном из лихтеров пулемёт Виккерс позволил вести заградительный огонь, в то время как первые спецназовцы высадились на берег.
Спецназовцы, перегруппировавшись, взяли штурмом полицейский участок, где в ходе боя убили 10 повстанцев и захватили пулемёт Bren. Самбмас был ранен, но сумел бежать. Заложники были обнаружены в больнице. После их освобождения коммандос провели остаток дня в зачистке Лимбанга, в ходе которой были убиты три морских пехотинца и ещё два повстанца.

## Последствия
Операции британских войск продолжились в последующие дни, в их ходе были освобождены ещё 11 заложников. Командование предположило, что в Лимбанге были уничтожены главные силы НПБ: небольшая часть боевиков бежала в джунгли, бросив оружие и обмундирование. Их лидер Самбас был захвачен британскими войсками через шесть месяцев после рейда. Он был признан виновным в мятеже и приговорен к 15 годам лишения свободы в Центральной тюрьме Кучинга. В ходе судебного разбирательства он признал себя виновным по всем пунктам обвинения и просил судей освободить других арестованных боевиков, заявив, что готов взять на себя всю ответственность. Тем не менее, его просьба не была удовлетворена. Позже он был выпущен из тюрьмы в 1970-х годах и в настоящее время является старостой деревни Кампунг Пахлаван.
За героизм, проявленный в ходе операции в Лимбанге, британские капралы Лестер и Роулинсон были награждены боевыми медалями, а капитан Мур был награждён Военным крестом. Позже он отправился командовать британскими войсками во время Фолклендской войны. Рота L получила наименование «Рота Лимбанг».